# IC 480
IC 480 је спирална галаксија у сазвјежђу Близанци која се налази на листи објеката дубоког неба у Индекс каталогу.
Деклинација објекта је + 26° 44' 32" а ректасцензија 7h 55m 23,1s. Привидна величина (магнитуда) објекта IC 480 износи 14,3 а фотографска магнитуда 15,1. IC 480 је још познат и под ознакама UGC 4096, CGCG 148-62, IRAS 07523+2652, PGC 22188.